# Fortifications du Mont-Saint-Michel

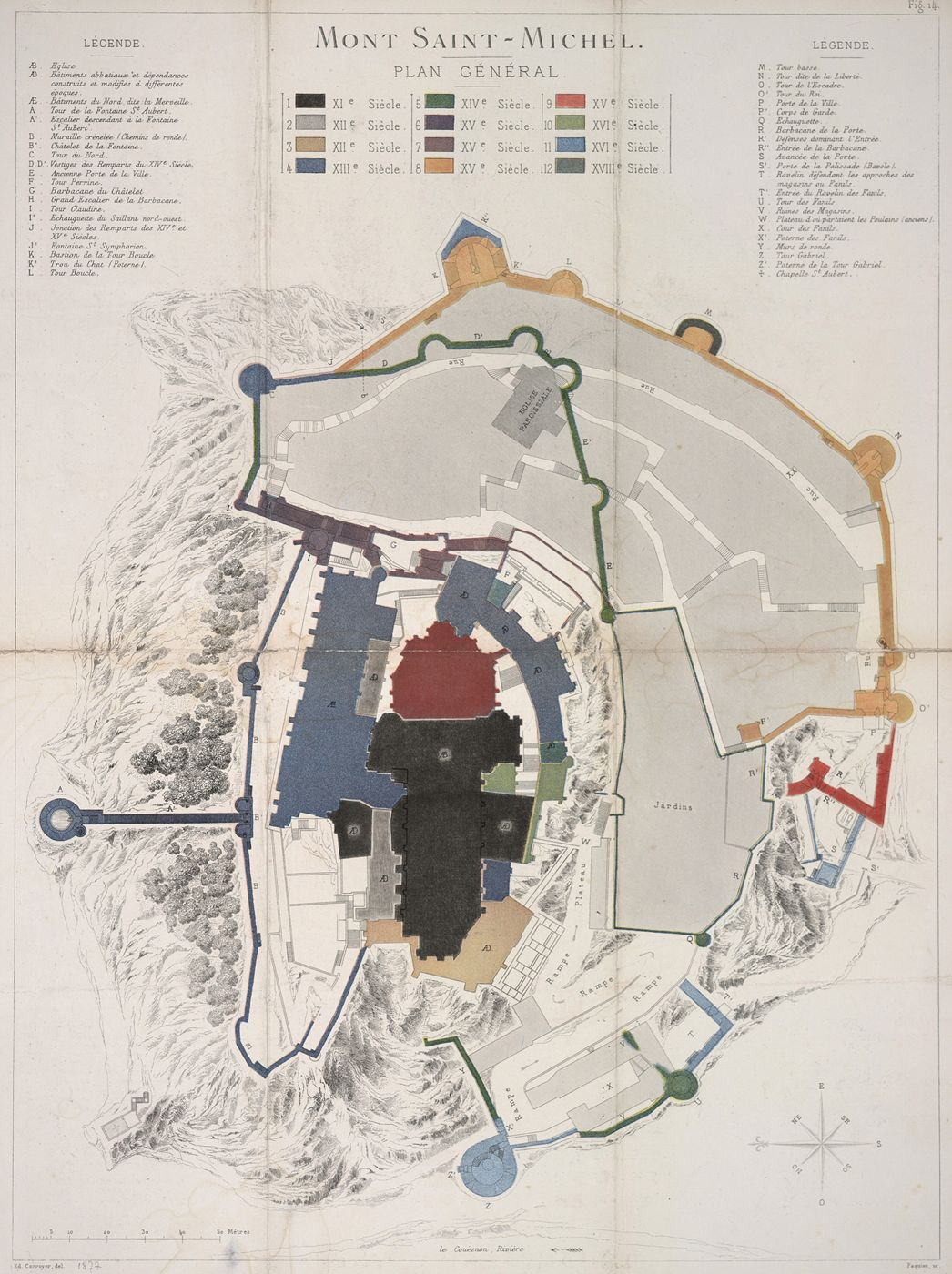
Plan général du Mont-Saint-Michel d'Édouard Corroyer (1874).

Les fortifications du Mont-Saint-Michel correspondent à l'enceinte urbaine ceinturant l’ilot du mont Saint-Michel dans le département de la Manche, en région Normandie.
L'enceinte de la ville et ses dépendances sont classées au titre des monuments historiques par la liste de 1875 et inscrites sur la liste du patrimoine mondial de l’UNESCO.

## Localisation
L'ensemble se situe sur le territoire de la commune du Mont-Saint-Michel, dans le département français de la Manche. Les remparts ceinturent partiellement, au sud et à l'est, l'îlot du mont, quelques ouvrages défensifs sont répartis sur le reste du rocher.

## Historique

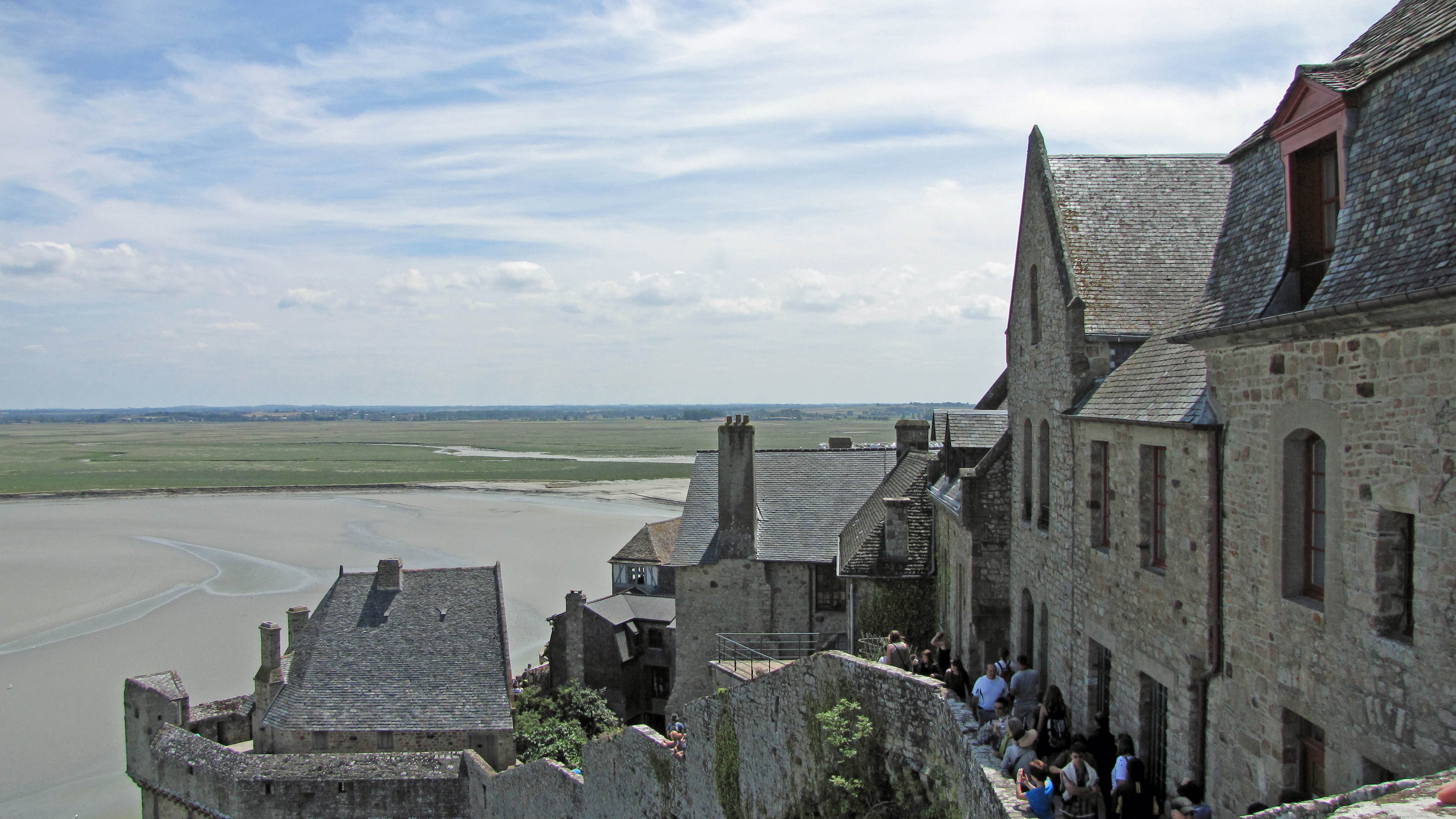
Vue sur la baie des fortifications.

L'enceinte urbaine date des XIIIe – XVIe siècle. Elle est destinée à protéger le Mont et son abbaye, notamment lors de la guerre de Cent Ans.
À l'origine, et jusqu'au début du XIIIe siècle, seule une palissade en bois protège le Mont, à l'exception de l'abbaye qui est dotée d'une fortification en pierre. 
Lors de la reconquête du duché de Normandie (1199-1204) par Philippe  Auguste, l’îlot est ravagé par l'armée bretonne de Guy de Thouars, alliée du roi capétien, qui massacre les habitants. L'abbé et les moines décident alors de ceinturer l'île d'une fortification. Sous Saint Louis, vers 1257, est dressée une porte barrant le seul accès possible à la plate-forme par les grands escaliers à l'orient, constituant la première défense avancée. En 1311, l'abbé Guillaume du Château construit la première enceinte de ville depuis la tour Nord jusqu'au chevet de l'église Saint-Pierre, et, en 1314, est installé dans la porterie la première garnison du Mont, composé d'un homme d'armes et de cinq servants.
Dans le cadre de la guerre de Cent Ans, au XVe siècle, le dispositif défensif est renforcé et amélioré. L'abbé, alors responsable du monastère, devient également chef militaire, et de 1386 à 1410, l'abbé Pierre Le Roy renforce considérablement les défenses de la place (châtelet, grand degré en avant de la barbacane, tour des Corbins, longue courtine-terrasse dominant le bois, au pied de la Merveille (1393), tour Pénine, à base carré, chargée de surveiller le Grand Degré, ainsi qu'un logis fortifié (actuel ensemble du front sud de l'abbaye), etc.). En 1417, son secrétaire et successeur, Robert Jollivet abbé et capitaine du Mont, enferme la ville basse et le pied du Mont dans une enceinte continue à parapet crénelé sur mâchicoulis flanquée de six tours dont les tours du Roy, de l'Arcade et Cholet. En 1425, Louis d'Estouteville est nommé par Charles VII capitaine du Mont et améliore les fortifications. Malgré un blocus total du rocher et du monastère en 1424 et un nouvel assaut le 17 juin 1434 mené par Thomas de Scales avec de l'artillerie, les Anglais ne réussiront jamais à enlever le Mont.

## Description
L'enceinte, dite basse, flanquée de tours rondes ou en fer à cheval et renforcée de bastions en éperon, défend à l'origine un bourg habité au Moyen Âge par des pêcheurs, des commerçants attachés aux pèlerinages, et des serviteurs et fournisseurs des moines.
La muraille, dont les éléments les plus anciens actuellement visibles datent du XIIIe siècle, se compose de courtines flanquée de tours semi-circulaires et d’une tour bastionnée :
- tour du Roy : près de la porte d'entrée ;
- tour de l'Arcade ;
- tour de la Liberté ;
- tour Basse ;
- tour Cholet ;
- tour Boucle (bastionnée) XVe siècle ;
- tour Nord (ap. 1254).

Le chemin de ronde et les parapets sont du XVe siècle ainsi que divers ouvrages de défense comme :
- porte de l'Avancée (1530) ;
- porte du Lion ;
- poterne du Trou du Chat ;
- porte du Roy (v.  1430) ;
- barbacane de la porte du Roy (1430) ;
- le corps de garde des Bourgeois (XVIe siècle).

Le cheminement autour de l'enceinte peut s'effectuer, à marée basse, par l'extérieur, de la tour Gabriel jusqu'à la tour Nord à la base du rocher. Dans le sens contraire des aiguilles d'une montre, on trouve :

### Tour Gabriel
La tour Gabriel est érigée en 1534 par Gabriel du Puy, lieutenant du Mont pour François Ier. Avec son plan circulaire pour le canon, elle est dotée d'une cheminée centrale destinée à évacuer les fumées. Ses tirs croisées permettaient de protéger les entrepôts des Fanils. En 1627, un moulin à vent est venu la surmonter. Sa tourelle servira également de phare.

### Les Fanils
Ce sont les entrepôts et citernes de la ville, situés dans une cour protégée par une entrée fortifiée.

### Entrée de la ville
L'entrée de la ville, unique accès au Mont, n'étant pas précédée par un fossé, a été l'objet de toutes les attentions. En 1417, on édifie la porte du Roy, alors gros édifice d'aspect médiéval, fermée par une herse et une porte à bascule, et sommée d'un blason aux armes de la ville. Elle est précédée d'une défense avancée érigée en 1440 par Louis d'Estouteville à la suite du siège et l'emploi des canons de 1434. Porte de demi-lune équipée de meurtrières-canonnières, elle est complétée par une avant-porte, dite du boulevard. Sous François Ier, elle est complétée par une avancée, un redent en triangle enfermant la porte du boulevard. Elle était percée d'une double porte, charretière et piétonne, qui était close au moyen d'un « tapecu » — vantail à bascule, dont la partie supérieure pivotait par l'intermédiaire d'un axe horizontal.

### Tour du Roy et tour de l'Arcade
La tour de l'Arcade et la tour du Roy, semi-circulaires, furent bâties en 1417 avec l'enceinte, puis remaniées, notamment la tour du Roy.

### Tour Béatrix
La tour Béatrix, en forme de der à cheval, a probablement été bâtie par Louis d'Estouteville en 1440, sur une tour plus ancienne, afin de s'opposer aux bombardes.

### Tour Basse
La tour Basse date de la première fortification. Elle est arasée vers 1700, et dotée d'un fort parapet à embrasures pour le canon.

### Tour Cholet
La tour Cholet avec ses mâchicoulis date de la première fortification. Le crénelage d'origine a été remplacé par un parapet sans embrasures.

### Tour Boucle
La tour Boucle a été imaginé, en 1440, par le capitaine de la ville Louis d'Estouteville, ou vers 1480, par le cardinal Guillaume d'Estouteville, 34e abbé du Mont-Saint-Michel. Face au développement de l'artillerie à poudre, elle représente une innovation dans l'art de la poliorcétique avec batteries couvertes bien ventilés. Elle se présente avec deux faces et deux flancs que l'on retrouvera dans le bastion traditionnel. Le parapet, épais, ouvert par des fenêtres de tir à embrasements, est porté par des mâchicoulis. À l'angle du saillant, en partie supérieure, est érigée une sorte de guérite-casemate qu'elle dépasse largement. En 1534, Gabriel du Puy, gouverneur militaire du Mont, fait élever la tour Gabriel et dresse, devant l'entrée de la ville, une « redoute » dite l'avancée, et probablement remanier la tour Basse.
En 1731, Louis XV fera restaurer les remparts.

### Tour Nord
La tour Nord, située à l'extrême nord du rempart, a été bâtie en 1311 par Guillaume du Château, 26e abbé du Mont-Saint-Michel, de 1299 à 1314, ainsi que le premier rempart. Un parapet aveugle est soutenu par des mâchicoulis. C'est à la base de cette tour que démarrent les Grands Degrés donnant accès à l'abbaye, remplaçant de 1386 à 1410 l'extrémité sommitale de la rue du village. Ils sont protégés tout au long de leur parcours par des bouches à feu.

### Tour Claudine
La tour Claudine, à l'origine de plan circulaire, a été arasée à hauteur de courtines, donnant à cette dernière une forme de renflement. Première défense avancée à l'entrée du monastère, surmontée d'une échauguette, elle fut transformée en soute à munitions. Sa position lui permit de servir de base pour les contre-attaques.

### Tour des Corbins
La tour des Corbins, de plan circulaire, située à l'angle nord-est de la Merveille, a eu de tout temps pour fonction de protéger l'entrée du monastère. Arasée, elle fut surmontée par Pierre Le Roy, 30e abbé, d'une tour octogonale. Coiffée d'un clocheton octogonal, son sommet servant de guette-lanterne, elle sert principalement d'escalier à la Merveille.

### La barbacane et le châtelet d'entrée
Œuvres de l'abbé Pierre Le Roy, ce sont les défenses avancées précédant l'entrée du monastère. Après avoir franchi un arc surbaissé à double accès obstrué par des vantaux basculants donnant dans la cour de la barbacane crénelé qui s'appuie sur la tour des Corbins, on trouve les deux tourelles en encorbellement posées sur de gros contreforts plats avec en partie haute, mâchicoulis et merlons et ayant la double fonction de défense et d'escalier. Avant de pouvoir gravir l'escalier surnommé « le Gouffre » qui débouche dans la salle des gardes bâtie en 1257, il fallait franchir un portail défendu par une herse en fer. Une fois cette salle traversée, l’ascension se poursuit entre les bâtiments abbatiaux, non sans être passé sous un pont fortifié à mâchicoulis du XVe siècle.

## Protection
Les courtines et tours des fronts Nord, Est et Sud de l'enceinte ; les murailles des deux ouvrages dits l'Avancée et le Boulevard, en avant de la porte du Roi ; les murs du Monteux, de Cantilly et de la Pillette, et toutes leurs dépendances sont classés au titre des monuments historiques par liste de 1875, délimité par arrêté du 9 mai 1904.